# Honda WOW
El Honda WOW (de Wonderful Open-hearted Wagon) fue un concept car fabricado por la empresa automotriz japonesa Honda y presentado en el Salón del Automóvil de Tokio de 2005. Este automóvil estaba pensado para transportar perros con total comodidad.

## Características
Las dos puertas laterales fueron corredizas. Medía 3,98 metros de largo y tenía una distancia entre ejes de 2,68 metros. Poseía tres filas de asientos que permitían que seis pasajeros se pudieran acomodarse en el interior. La segunda hilera de butacas estaba hecha de un material muy flexible[¿cuál?] que se podía transformar manualmente en una canasta para meter perros. El espacio donde estaría la guantera fue una jaula extraíble y portátil. El portón trasero era bajo para facilitar la carga y descarga de los animales. Poseía un cinturón de seguridad especial para los de mayor tamaño, y todo el habitáculo fue fácil de limpiar por la escasa higiene de los animales. El WOW se construyó con un bajo centro de gravedad, dando al WOW una experiencia de conducción más estable. Este centro de gravedad bajo, permitía que los perros pudieran sentarse más cómodos en el WOW. Además, los pisos estaban hechos de paneles de madera. El WOW también contaba con un promedio de ventilación muy alto y un piso que permitía a los perros caminar alrededor del vehículo.[cita requerida]